# 朱見淑
襄簡王朱見淑（1451年—1490年），是定王朱祁鏞庶第一子。朱見淑於弘治二年（1489年）襲封襄王，為明朝第三代襄王。
朱見淑在位一年後，於弘治三年（1490年）過世，諡號簡，一年後其長子朱祐材就嗣位。